# Paduspã
Paduspã (em persa: pādhūspān) ou paigospã (em persa médio: pāygōspān), originário do avéstico patikauṣ̌a-pāna, era um ofício de alto escalão no final do Império Sassânida, que funcionava como tenente do aspabedes (marechal).